# Вулиця Благодатна
Ву́лиця Благода́тна — вулиця у старій частині міста Бровари Київської області, в давнину — центральна вулиця населеного пункту.

## Історія
За даними краєзнавця Дмитра Гамалія, у давнину дорога мала назву Старо-Московська, оскільки через неї пролягав шлях на Москву. Водночас, краєзнавець Василь Сердюк вказує, що вулиця була початком Старокиївського шляху. До 1917 року вулиця мала назву Благодатна — на честь благодаті. За часів радянської окупації Броварів і після набуття незалежності України, з 1924 по 2015 роки, носила назву на честь Володимира Леніна — вулиця Леніна.
15 травня 2012 року Комісія Броварської міської ради з питань найменувань та пам'ятних знаків відхилила пропозицію перейменувати вулицю Леніна на вулицю Олександра Білана. 18 березня 2014 року комісія відмовилась повернути вулиці історичну назву Благодатна. Однак це таки відбулось 25 грудня 2015 року.

## Опис
Вулиця має протяжність близько 1840 метрів. Забудова — переважно приватна садибна, одно- або двоповерхова.

## Розміщення
Вулиця Благодатна розміщена в старій західній частині Броварів, проходить через, дотично або поблизу районів Геологорозвідка (на початку вулиці), Оболонь і Пекарня (у середині вулиці) та Старий центр (наприкінці вулиці).
За даними краєзнавця Василя Сердюка, між вулицями Петропавлівською, Зазимським шляхом та Благодатною лежить історична місцевість Летня земля.
Починається вулиця від межі з Києвом, а саме — на перетині військової частини Збройних сил України А-0836 та лісового масиву столиці. На території Броварів до початку вулиці Благодатної примикає вулиця Івана Франка. Закінчується вулиця Благодатна на перехресті, від якого відходять розгалуженням дві вулиці. Праворуч відходить вулиця Івани Гонти, ліворуч — вулиця Тургенєва.
До вулиці Благодатної долучаються з парного боку: вулиці Єсеніна, Пилипа Орлика та провулок Благодатний. З непарного — вулиця Фіалковського. Також долучаються декілька безіменних проїздів. Вулицю Благодатну перетинають вулиці Ломоносова, Євгенія Зеленського, провулок Платона Симиренка, вулиця Пушкіна та Зазимський шлях.

## Об'єкти
На вулиці розміщені такі відомі будівлі та об'єкти:
- № 80 — школа № 3;[7]
- № 130 — дитячий сад «Віночок».[8]

## Транспорт
По вулиці Пушкіна, яка перетинає вулицю Благодатну, курсує маршрут міського маршрутного таксі № 10.

## Цікаві факти
У червні—липні 1941 року по вулиці Благодатній був розташований штаб командувача Південно-Західного фронту генерала Михайла Кирпоноса, відомий як «бункер Будьонного».

## Галерея

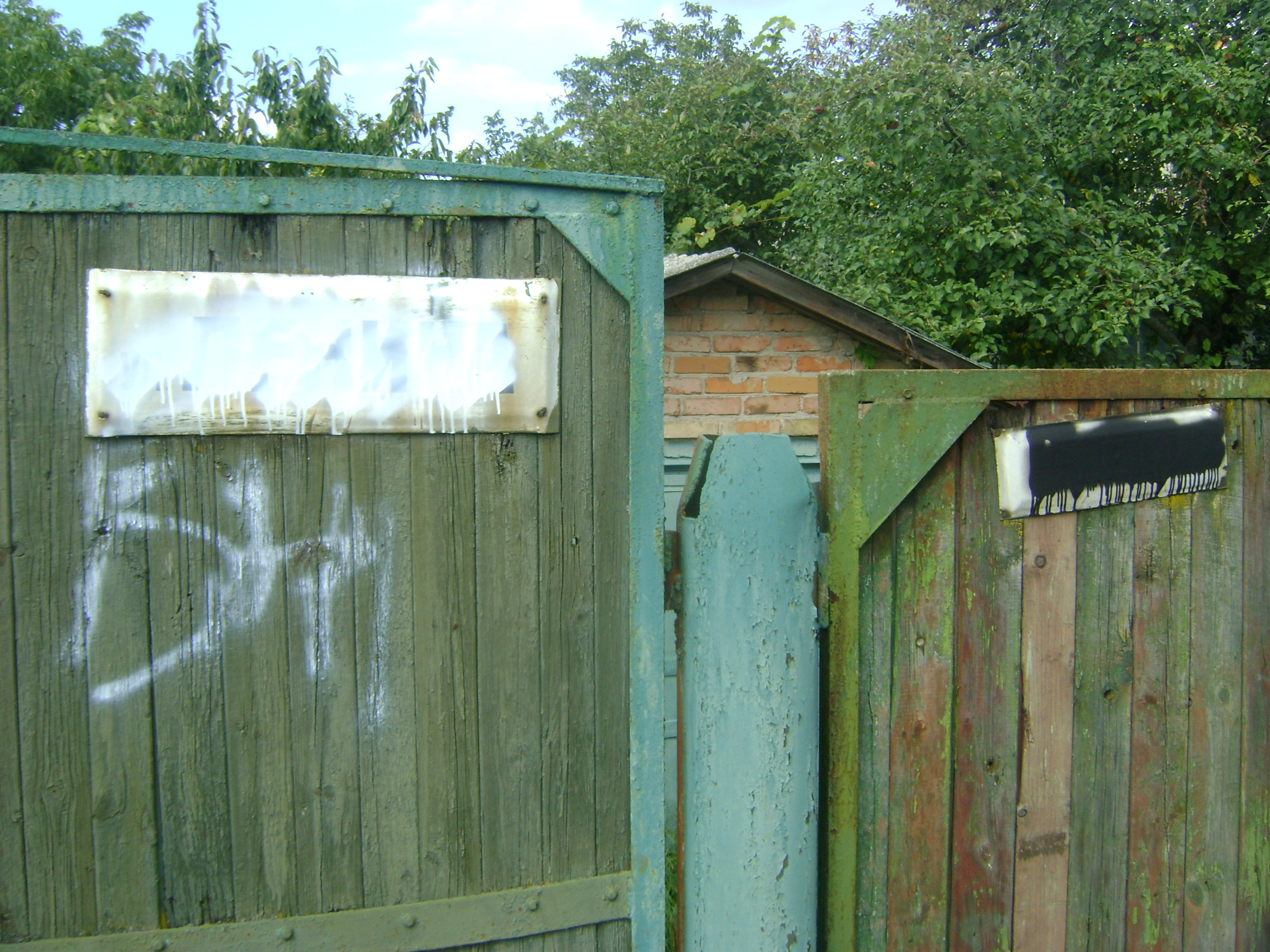
Замальовані таблички з назвою вулиці «Леніна», 2013 рік
Пам'ятна табличка про присвоєння назви вулиці «Леніна» в 1924 році, 2013 рік